# Задорье (Боровичский район)
Задорье — деревня в Боровичском районе Новгородской области России. Входит в состав Железковского сельского поселения.

## География
Деревня находится в юго-восточной части Новгородской области, в пределах Валдайской возвышенности, в подзоне южной тайги, на берегах реки Рудихи, при автодороге 49К-0258, на расстоянии примерно 9 километров (по прямой) к юго-юго-востоку от города Боровичи, административного центра района. Абсолютная высота — 140 метров над уровнем моря.

### Климат
Климат характеризуется как умеренно континентальный, влажный, с нежарким коротким летом и относительно мягкой зимой. Средняя многолетняя температура самого холодного месяца (января) составляет −9°С (абсолютный минимум — −54 °C), средняя температура самого тёплого (июля) — 17,4 °С (абсолютный максимум — 35 °С). Безморозный период длится 125 дней. Продолжительность периода активной вегетации растений составляет более 4 месяцев. Среднегодовое количество осадков — 553 мм, из которых около 70 % выпадает в тёплый период. Устойчивый снежный покров сохраняется в среднем 5 месяцев с начала декабря до начала апреля.

### Часовой пояс
Деревня Задорье, как и вся Новгородская область, находится в часовой зоне МСК (московское время). Смещение применяемого времени относительно UTC составляет +3:00.

## Население
| 2010 |
| ---- |
| 71   |

### Национальный состав
Согласно результатам переписи 2002 года, в национальной структуре населения русские составляли 99 % из 77 чел.